# Arthur Bowen Davies
Arthur Bowen Davies (ur. 26 września 1862 w Utice, zm. 24 października 1928 we Florencji) – amerykański malarz i grafik; przedstawiciel modernizmu i symbolizmu. Należał do ugrupowania The Eight, będąc jednym z najbardziej wpływowych jego członków. Członek m.in.: American Association of Painters and Sculptors (w 1912 wybrany na prezesa), National Academy of Design, National Arts Club, New York Watercolor Club Society of Independent Artists (prezes).

## Życiorys

### XIX wiek
Arthur Bowen Davies urodził się jako czwarte z pięciorga dzieci Davida Thomasa, przedsiębiorcy i ministra kościoła metodystów i Phoebe Loakes Davies. W dzieciństwie przejawiał wszechstronne zainteresowania. Gdy miał dziesięć lat, namalował swój pierwszy obraz. W kolejnych latach kopiował obrazy z czasopism. W wieku lat czternastu zaczął w pobliskiej Cazenovia studiować sztukę, biorąc prywatne lekcje u Dwighta Williamsa. W 1878 roku zwiedził wystawę dzieł George’a Innessa w Utice. W 1879 roku rodzina Daviesów z powodu kłopotów ekonomicznych przeniosła się do Chicago. Tam młody Davies uczęszczał przez dwa lata (1880–1881) na zajęcia w Chicago Academy of Design, po czym wyruszył w dwuletnią podróż do południowo-zachodniej części Stanów Zjednoczonych, gdzie pracował jako rysownik i inżynier w Santa Fe Railroad. Po powrocie podjął studia w Art Institute of Chicago, kształcąc się pod kierunkiem Charlesa Abela Corwina. W 1888 roku przeniósł się do Nowego Jorku, gdzie zajął się wykonywaniem ilustracji do magazynów Century i St. Nicholas. Jednocześnie studiował w Art Students League of New York. Jeden z jego nauczycieli, Kenyon Cox, zapoznał go z dziełami Puvis de Chavannes’a, które wywarły silny wpływ na jego twórczość. Później Davies studiował rzeźbę pod kierunkiem Augustusa Saint-Gaudensa. W 1890 roku spotkał Virginię Meriwether Davis, z którą w lipcu 1892 roku ożenił się. Oboje interesowali się sztuką, muzyką i literaturą. Wkrótce po ślubie przenieśli się do miejscowości Congers, położonej na północ od Nowego Jorku. Do tego momentu Davies był, pod względem umiejętności malarskich, w dużej mierze samoukiem; pewne, bardziej formalne elementy, które przyswoił sobie w okresach nauki, wzmocniły zasób jego naturalnych zdolności. W 1893 roku Davies wyjechał do Włoch. Jego podróż sponsorował przedsiębiorca i kolekcjoner Benjamin Altman, widzący w młodym artyście potencjalny talent, który należy rozwijać.
W 1893 roku w Keppel Galleries w Nowym Jorku miała miejsce wystawa litografii Daviesa, a dwa lata później chicagowski oddział tej galerii zorganizował pierwszą indywidualną wystawę jego obrazów. W 1896 roku Davies nawiązał kontakt z Williamem Mackbetem, właścicielem Macbeth Gallery, z którą był związany do 1919 roku. W tym samym roku Mackbeth zorganizował pierwszą indywidualną wystawę prac Daviesa. W 1897 roku artysta wyjechał za granicę, podróżując po Włoszech, Afryce Północnej i Hiszpanii.

## XX wiek
Około 1900 roku Davies opuścił żonę i zaczął spędzać więcej czasu w Nowym Jorku, gdzie przy 237 Fifth Avenue (w tym samym kompleksie budynków co Mackbeth Gallery) założył swoją pracownię. Jego dzieła zaczęły zwracać uwagę zwiedzających. W 1902 roku artysta poznał modelkę Ednę Potter. Trzy lata później oboje zaczęli żyć razem jako fikcyjne małżeństwo pod przybranym nazwiskiem Mr. and Mrs. David A. Owen zachowując tę tożsamość aż do końca życia Daviesa. W 1904 roku w National Arts Club w Nowym Jorku zorganizowana została wystawa, w której obok Daviesa udział wzięli: Robert Henri, William Glackens, George Luks, John French Sloan i Maurice Brazil Prendergast; po kilku latach artyści ci, w poszerzonym składzie, utworzyli ugrupowanie The Eight (Ośmiu). W 1905 roku Davies wyjechał na zachód Ameryki podróżując przez Kolorado, Kalifornię, Oregon i Waszyngton do Kanady. Zainspirowany kalifornijskimi sekwojami w zaczął w swoich obrazach przedstawiać postacie kobiece o wydłużonych proporcjach.

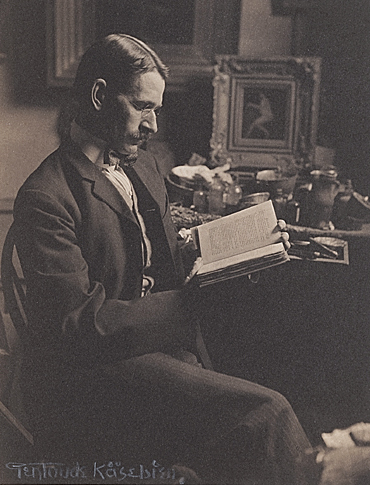
Gertrude Käsebier, fotografia Arthura Daviesa z ok. 1908, Smithsonian Institution

Davies uczestniczył w corocznych, organizowanych przez National Academy of Design wystawach. W 1908 roku razem z kolegami rzucił wyzwanie zachowawczej polityce Akademii organizując wspólnie z nimi w Macbeth Gallery niezależną wystawę The Eight.
Wystawa okazała się przełomem, dzięki któremu grupa nowo powstała grupa Ośmiu zdobyła rozgłos. Ich prace zostały następnie pokazane w Pennsylvania Academy of the Fine Arts, Art Institute of Chicago oraz, w roku następnym, w siedmiu innych miastach. Choć Davies był członkiem Ośmiu, zachował własną stylistykę, odmienną od miejskiego realizmu, typowego zarówno dla tego ugrupowania, jak i dla Ashcan School. W 1909 roku Lillie P. Bliss, córka sekretarza zasobów wewnętrznych Stanów Zjednoczonych Corneliusa Newtona Blissa zakupiła jeden z obrazów Daviesa stając się wkrótce jego konsultantką i założycielką jednej z najświetniejszych kolekcji sztuki nowoczesnej w Ameryce na początku XX wieku. 19 grudnia 1911 roku na zebraniu założycielskim Association of American Painters and Sculptors Davies został wybrany na prezesa tego stowarzyszenia. Na stanowisku tym dał się poznać jako aktywny promotor sztuki nowoczesnej: postimpresjonizmu, kubizmu, dadaizmu i ekspresjonizmu.
Po 1913 roku Davies, dzięki swemu talentowi i odniesionemu sukcesowi oraz koneksjom z wpływowymi sponsorami stał się uznaną osobistością w świecie sztuki. W 1913 roku podjął się organizacji wystawy Armory Show, pomyślanej jako kompleksowy przegląd sztuki współczesnej, pierwszy w tej skali w Ameryce. Około siedemdziesiąt tysięcy zwiedzających wystawę świadczyło o żywym zainteresowaniu sztuką. Poprzez wystawienie dzieł sztuki europejskiej i amerykańskiej Davies chciał ukształtować gust artystyczny w taki sposób, aby podkreślić wkroczenie amerykańskich artystów do świata sztuki współczesnej. Jednak jego sposób organizacji wystawy spotkał się z mieszanymi reakcjami; niektórzy wyrażali krytyczne opinie, że Armory Show, zamiast podkreślić amerykański postęp w sztuce, ponownie przywrócił poczucie niższości wśród miejscowych artystów.
W okresie po Armory Show w twórczości Daviesa zaznaczył się wpływ kubizmu, futuryzmu i niemieckiego ekspresjonizmu. Jednak po 1918 roku artysta powrócił do swojego wcześniejszego romantycznego sposobu malowania, uważając modernizm za zbyt odległy od subiektywnego odczucia. Podczas swych corocznych wyjazdów do Włoch Davies zaczął specjalizować się w przedstawianiu terenów wiejskich północnych Włoch; w namalowanych wówczas przez niego pejzażach wielokrotnie pojawiał się jego charakterystyczny, ulubiony motyw – skalisty szczyt górski we włoskich Apeninach. Artysta malował w tym czasie głównie w akwarele i pastele, które doskonale odpowiadały jego wyrazistemu i marzycielskiemu stylowi i w ramach których stworzył jedne ze swych najlepszych i najbardziej innowacyjnych dzieł.
W 1924 Davies wykonał zestaw murali dla International House w Nowym Jorku. W tym samym roku również ukazał się zbiór jego esejów o sztuce, opracowany między innymi przez Dwighta Williamsa i Royala Cortissoza. Pod koniec życia artysta zainteresował się rzemiosłem artystycznym zajmując się projektowaniem dywanów i gobelinów. Zmarł w 1928 roku we Florencji. Dwa lata po jego śmierci Metropolitan Museum of Art zorganizował poświęconą mu pamiątkową wystawę.

## Działalność kolekcjonerska
Davies był zapalonym kolekcjonerem. Z biegiem lat zgromadził prawie 500 prac, zarówno artystów europejskich (William Blake, Georges Braque, Edgar Degas, André Derain, Juan Gris, Fernand Léger, Aristide Maillol, Camille Pissarro, Auguste Rodin, Georges Seurat, Paul Signac), jak i amerykańskich (George Bellows, Patrick Henry Bruce, Winslow Homer, George Luks, John Marin, Maurice Brazil Prendergast, Albert Pinkham Ryder, Charles Sheeler, Joseph Stella, Max Weber, Stanton Macdonald-Wright). Oprócz malarstwa kolekcjonował też rzeźbę grecką i rzymską, ceramikę perską i mezopotamską oraz koptyjskie, flamandzkie i angielskie gobeliny.

## Twórczość
Podczas swojej kariery artystycznej Davies stworzył oprócz obrazów olejnych także szereg prac z brązu i drewna oraz liczne litografie, akwatinty i akwaforty. Davies, malarz-wizjoner tańczących aktów w mitycznych pejzażach, zajmuje ważną pozycję w sztuce amerykańskiej. Jego płótna, określane często jako „dekoracyjne”, przedstawiają arkadyjskie pejzaże wypełnione, na podobieństwo Botticellego, tańczącymi aktami i mitycznymi jednorożcami. Uważa się, że malowidła te mieszczą się w tradycji symbolizmu i są porównywalne z dziełami Puvis de Chavannes’a. W latach 90. XIX wieku Davies malował tradycyjne pejzaże i romantyczne ujęcia wnętrz, zwykle z postacią kobiecą jako motywem.
Davies w swojej sztuce przekraczał wiele granic. Malując motywy zaczerpnięte z dawnych mitów i legend traktował je nie jako ilustracje tychże mitów, ale ukazywał je z pozycji uczestnika lub obserwatora przedstawionego zdarzenia; niwelując różnicę czasu i miejsca eksplorował poszczególne ich aspekty w sposób odmienny od związanych z nimi opowiadań. Również malując akty zrezygnował z podejścia akademickiego na rzecz postawy symbolisty, który traktuje formę aktu jako abstrakcyjne ucieleśnienie ideałów i używa jej do odkrywania piękna, wdzięku, ruchu i emocji. Portretowaną postać przedstawiał jako wyraz zmysłowej wolności życia, które uznane zostało za nowoczesne. Artysta podziwiał sztukę Alberta Pinkhama Rydera i George’a Innessa i naśladował ich spuściznę, jeśli chodzi o sposób przedstawienia świata niewidzialnego, znajdującego się poza granicami percepcji wzrokowej. Zarazem znajdował inspirację w sobie, nie wyrażając szczególnych religijnych wierzeń ani nie przyjmując mentorskiej postawy. Łączył w wygodny dla siebie sposób realne postacie z elementami zaczerpniętymi z krainy fantazji. W pierwszej dekadzie XX wieku ważny wpływ na jego sztukę wywarł modernizm, ale i w tym wypadku artysta dostosował jego założenia do własnych, specyficznych wizji. Nawet kiedy został członkiem ugrupowania Ośmiu, zachował własny indywidualizm twórczy. Zarazem doceniał rolę awangardy w sztuce, wspierając młodszych artystów jak Marsden Hartley czy Alfred Henry Maurer. Jego życie osobiste przypominało jego sztukę – i tu i tam artysta pragnął żyć w świecie fantazji. W świecie realnym prowadził jednocześnie podwójne życie: z jednej strony nieudane małżeństwo z Virginią Meriwether, z którą miał dwóch synów i drugi związek z Edną Potter Owen, z którą miał córkę i której nazwisko przyjął (jako David A. Owen).

## Zbiory
Dzieła Daviesa znajdują się w czołowych amerykańskich muzeach jak: Art Institute of Chicago, Brooklyn Museum, Butler Institute of American Art, Carnegie Museum of Art, Cincinnati Art Museum, Delaware Art Museum, Detroit Institute of Arts, Indianapolis Museum of Art, Los Angeles County Museum of Art, Metropolitan Museum of Art, Minneapolis Institute of Art, Museum of Fine Arts w Bostonie, Museum of Modern Art, National Gallery of Art, Pennsylvania Academy of the Fine Arts, Philadelphia Museum of Art, Phillips Collection, Smithsonian American Art Museum and the Renwick Gallery, Wadsworth Atheneum, Whitney Museum of American Art i Yale University Art Gallery.

## Galeria

### Obrazy olejne

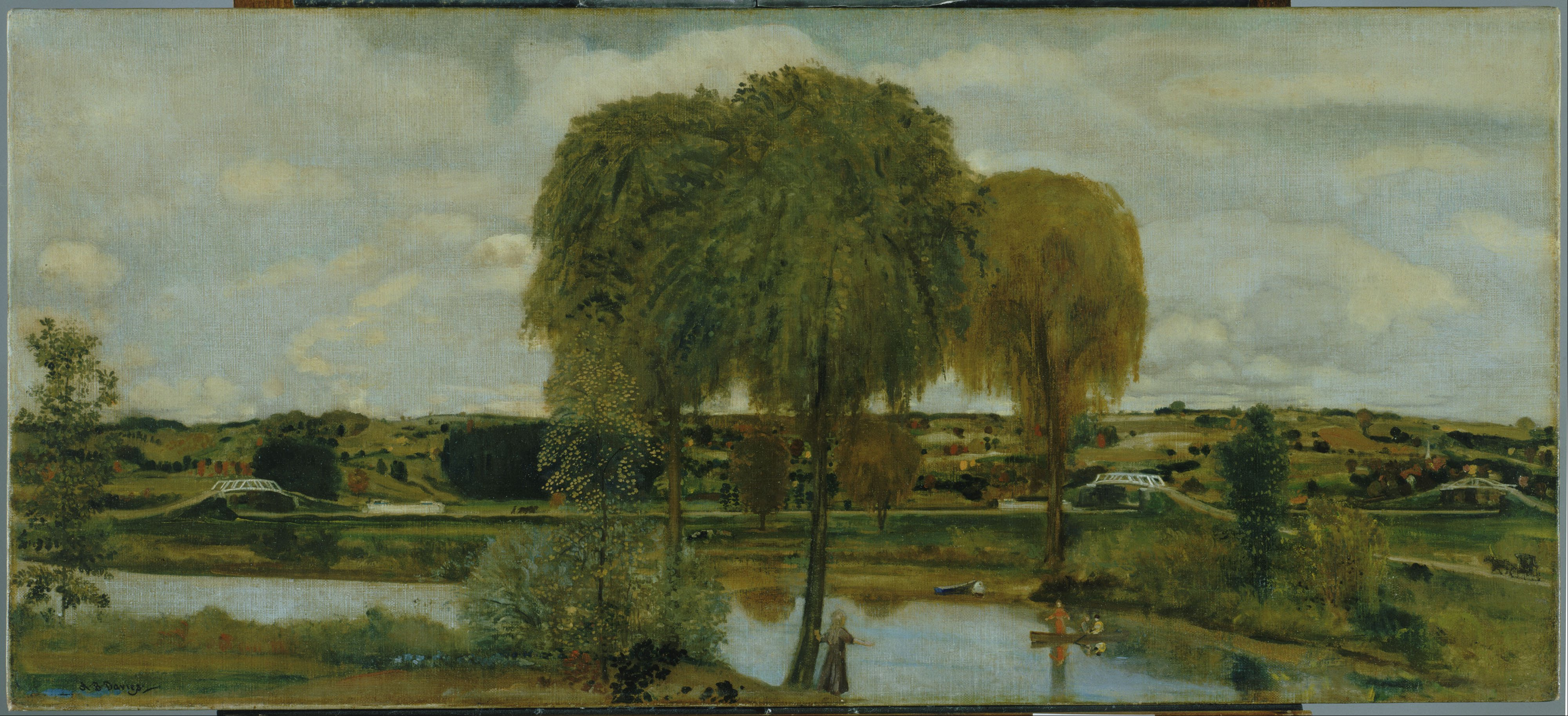
Wzdłuż kanału Erie, 1890, Phillips Collection
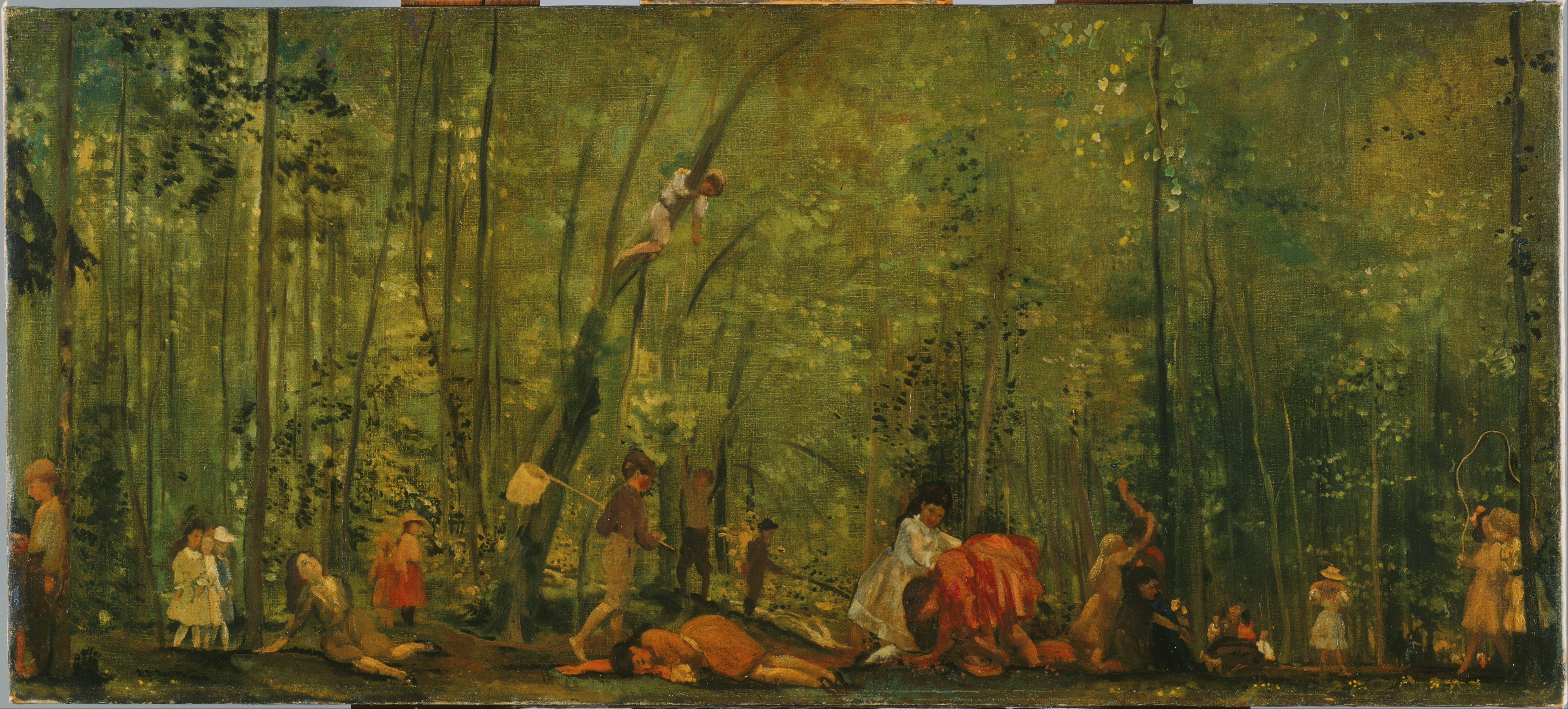
Czas wiosny i radości, 1906, Phillips Collection
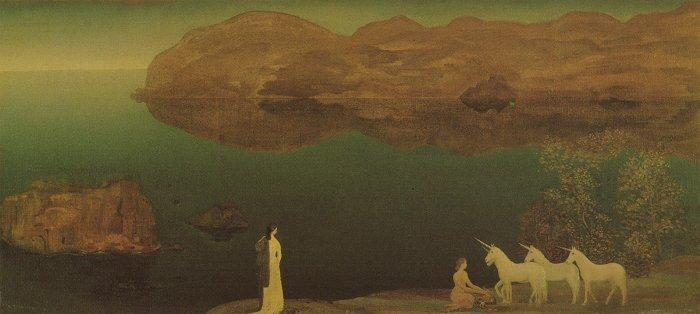
Jednorożce (Legenda – cisza morska), 1906, Metropolitan Museum of Art
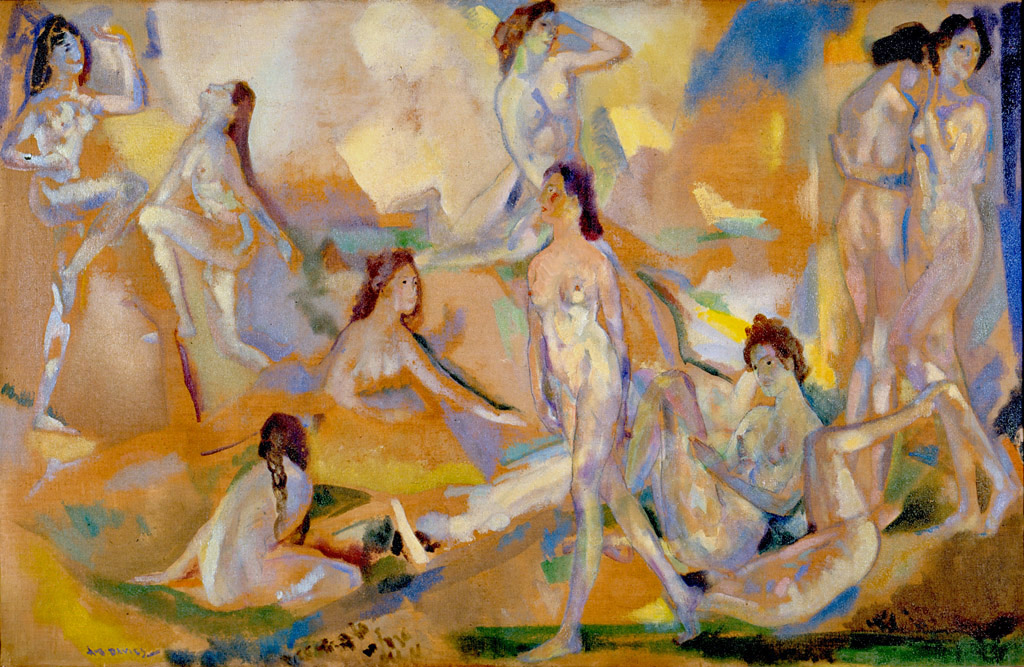
Powietrze, światło i fala, 1914–1917, High Museum of Art
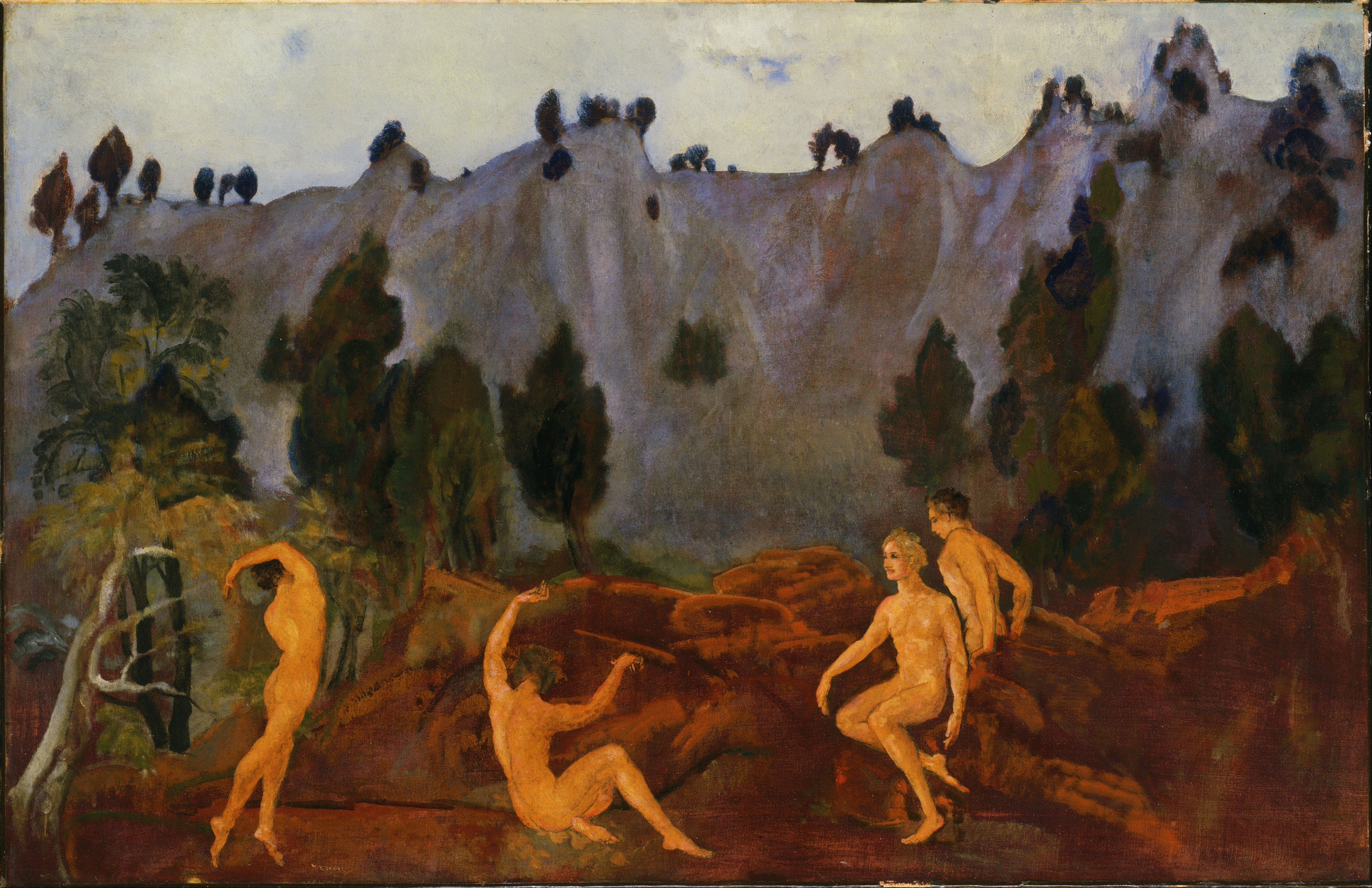
Chwiejność Orestesa, 1915–1918, Phillips Collection
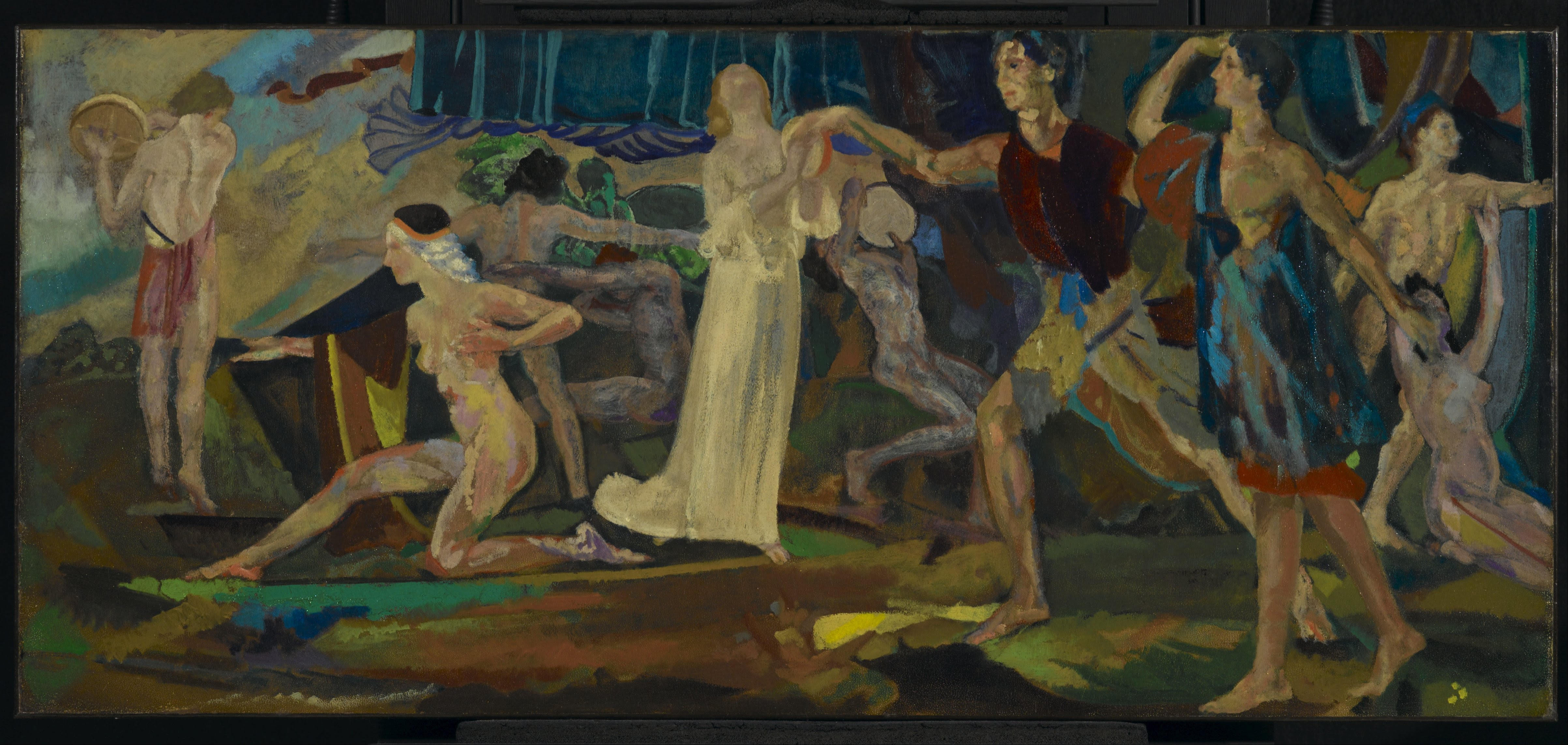
Rześkość rannych, ok. 1917, Brooklyn Museum
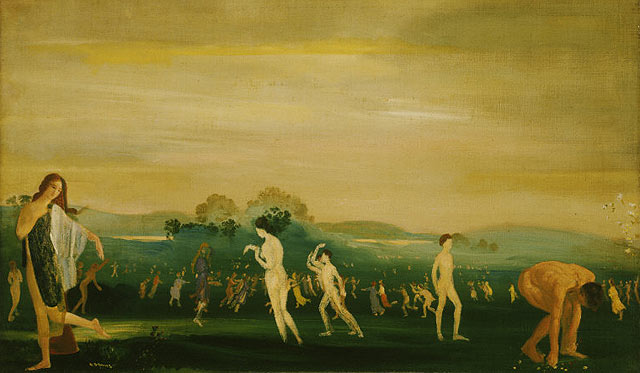
Pola Elizejskie, niedatowany, Phillips Collection
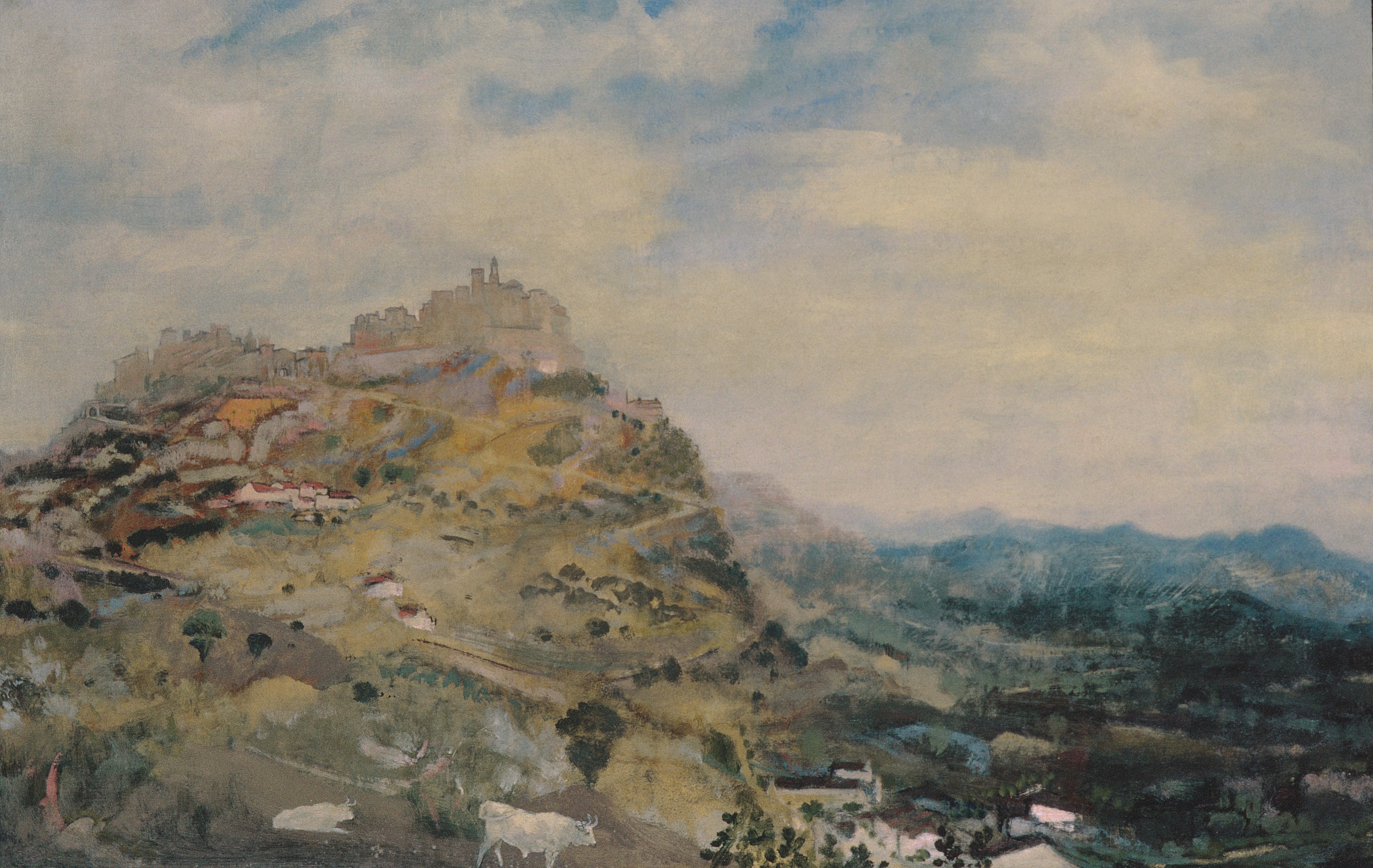
Włoskie miasto na wzgórzu, ok. 1925, Metropolitan Museum of Art

### Pastele i akwarele

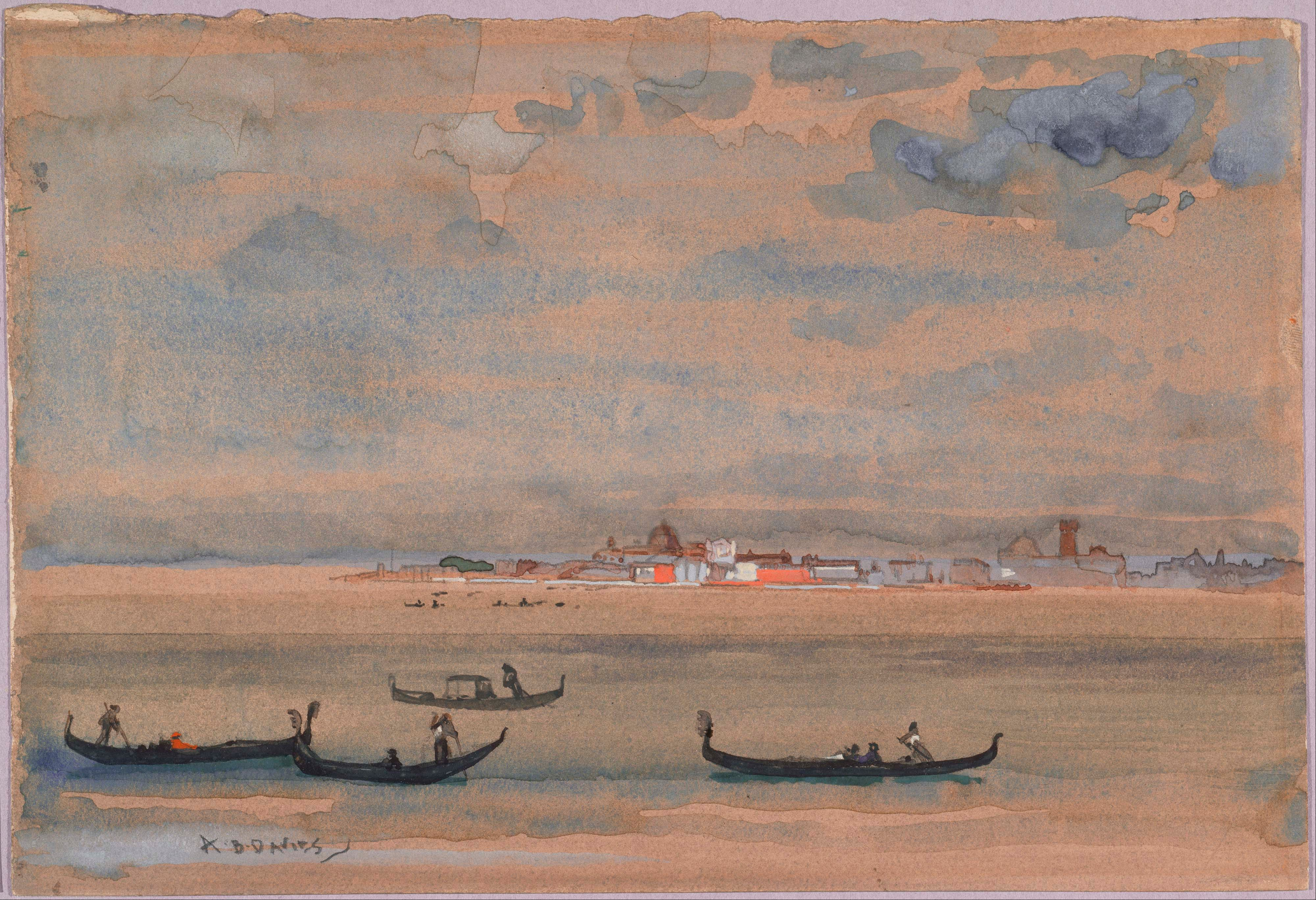
Gondole (akwarela i gwasz na papierze), niedatowana, Phillips Collection
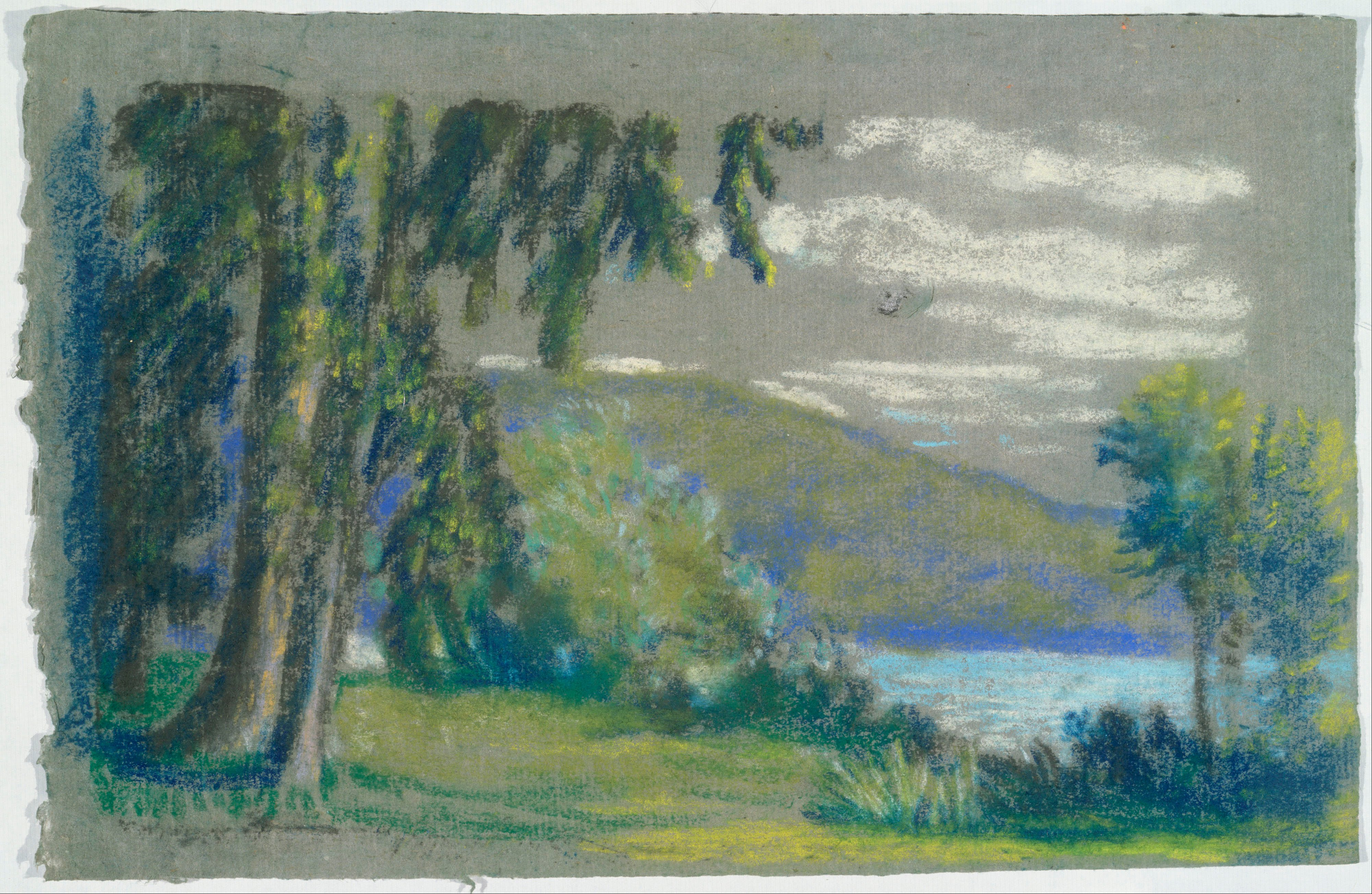
Pejzaż, pastel i kreda na papierze, niedatowane, Phillips Collection
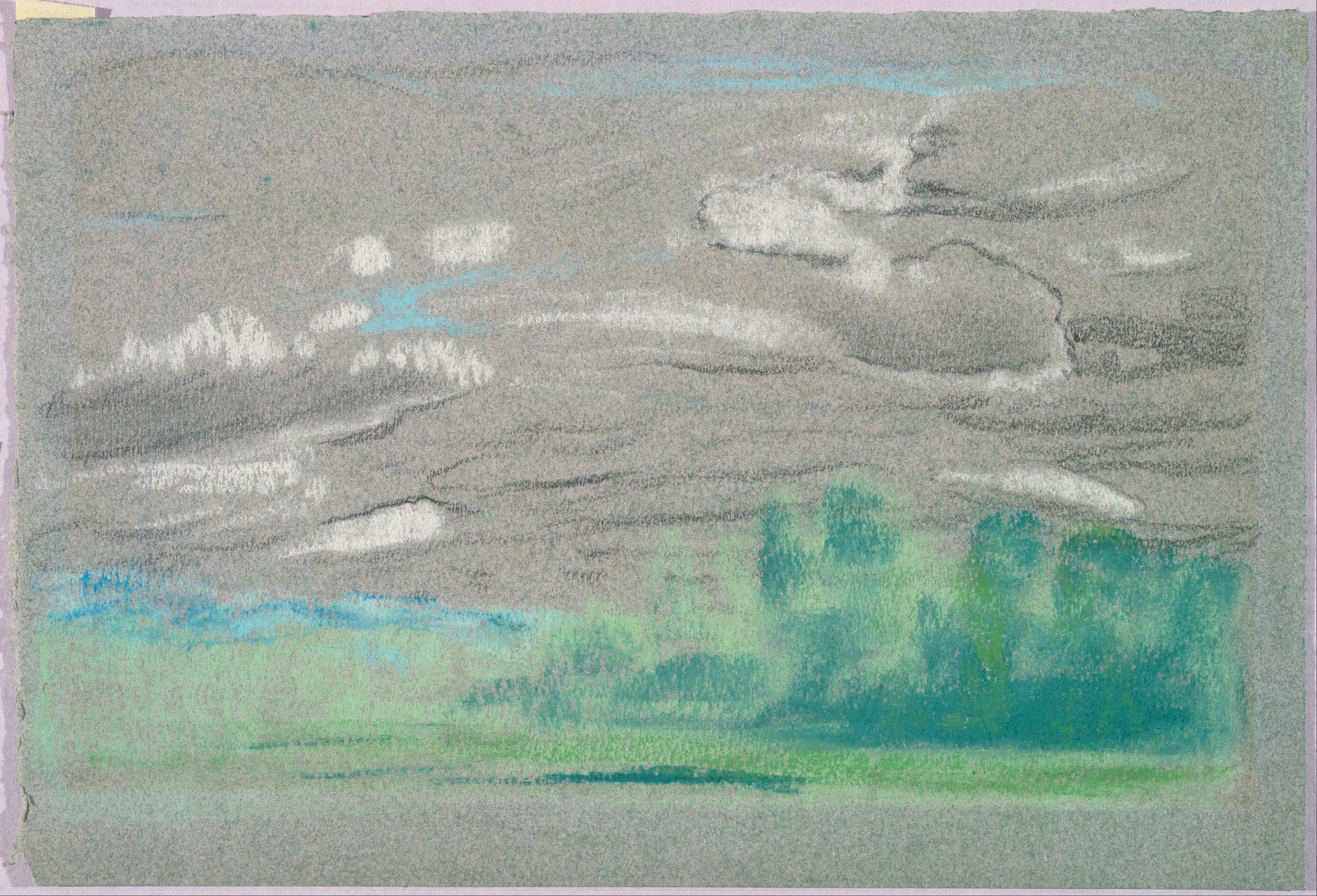
Pejzaż, pastel i kreda na papierze, niedatowane, Phillips Collection
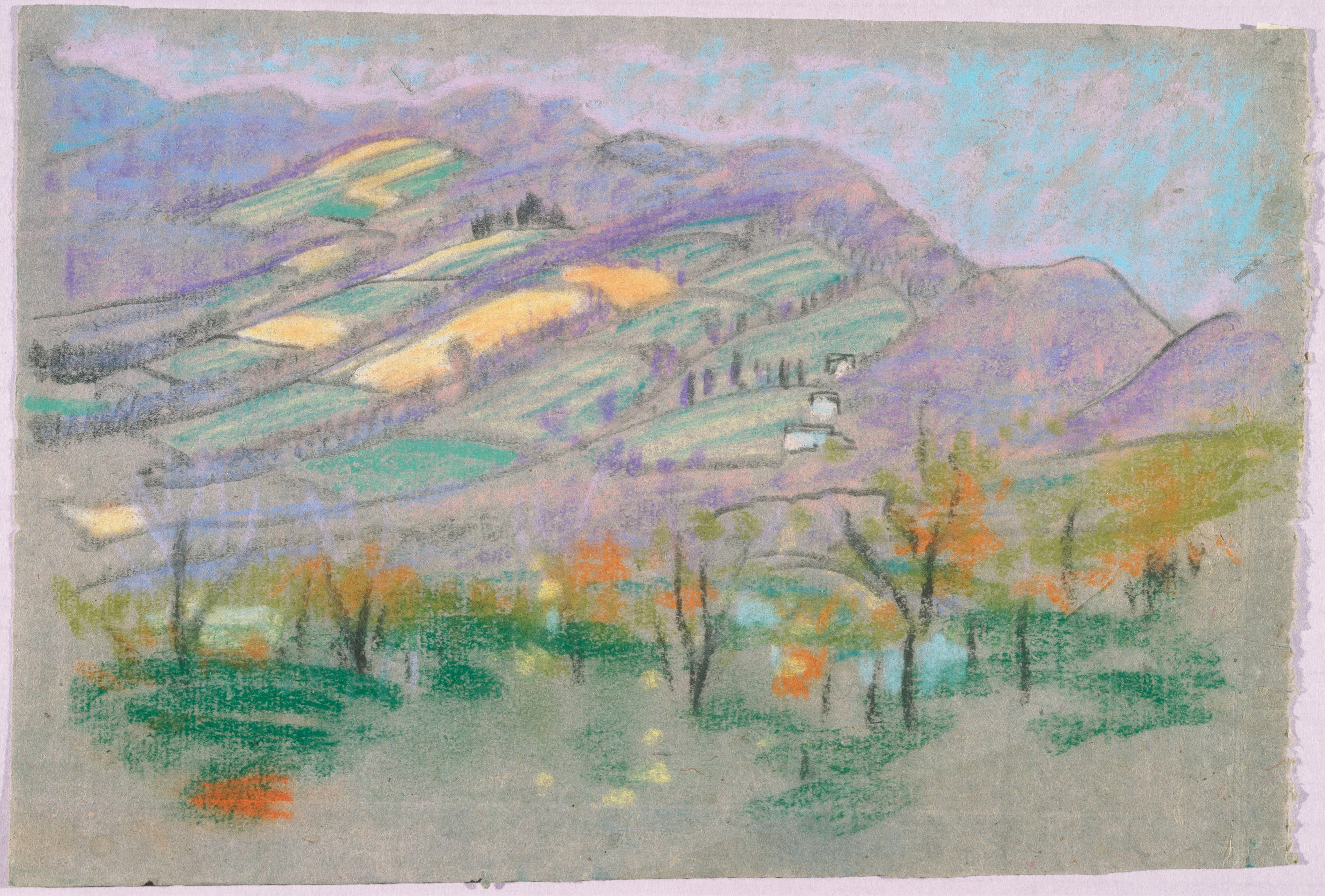
Pejzaż, pastel i kreda na papierze, niedatowane, Phillips Collection